# 国際プロレスプロモーション
国際プロレスプロモーション（こくさいプロレスプロモーション）は、かつて存在した日本のプロレス団体。

## 歴史
1993年、鶴見五郎、高杉正彦、ホー・デス・ミン、その他の選手、プロレス関係者と共にインディー団体統括組織「レスリングユニオン」が発足された。レスリングユニオンの傘下団体として鶴見がIWA格闘志塾、高杉がIWA湘南、ホーがIWA流山を設立。
1994年1月29日、流山市民総合体育館でレスリングユニオンの旗揚げ戦を開催。4月、レスリングユニオンが解散。
高杉の地元鶴見、鶴見の地元茅ヶ崎を中心に鶴見青果市場、茅ヶ崎青果市場、新大津スイミングクラブの小規模会場での興行を主として、マスクを付けた怪奇派キャラクターレスラーを登場させていた。フリー選手の他に鶴見が経営している「鶴見五郎トレーニングジム」で選手を養成してリングに上げるスタイルをとっており、奥村茂雄、高木三四郎、佐野直らは鶴見五郎トレーニングジム出身である。
1997年5月、国際プロレスの創業者である吉原功の遺族から許可を得て団体名を国際プロレスプロモーションに改称。なお、団体名の「プロモーション」は各プロレス雑誌が付加したものであり、現在は「国際プロレス」を正式名称としていることをTwitterで明らかにしている。代表は鶴見の息子である田中ゆうにが就任。
2004年12月、鶴見五郎トレーニングジムからリングを運搬していた中古の2tトラックが首都圏のディーゼル車排ガス規制（自動車NOx・PM法）に抵触。DPF（粒子状物質減少装置）を付けたり、買い換えたりする資金がなかったため、定期開催していた鶴見青果市場での興行を中止することになった。
2006年7月、鶴見が引退を表明してセミリタイア状態となる。
2007年5月5日、横浜赤レンガ倉庫1号館大会を最後に活動休止状態となる。
2011年9月24日、約4年ぶりに横浜赤レンガ倉庫1号館大会を開催。鶴見もメインイベントに参戦。
2013年4月20日、約1年半ぶりに茅ヶ崎青果市場大会を開催。8月22日、新宿FACEでDDTプロレスリングとプロレスリングFREEDOMSの全面協力による「国際プロレス最終章 ワンスアゲイン」と題して、鶴見の引退試合も兼ねた最終興行を開催して一区切りを付けた。

## タイトル
- IWA世界ヘビー級王座
- IWA世界ミッドヘビー級王座
- IWA世界ミドル級王座
- IWA世界タッグ王座
- IWA世界ジュニアヘビー級タッグ王座

## 最終所属選手
- 鶴見五郎
- 戸田秀雄
- 佐野直
- 荒井修

## 歴代所属選手
- 高木三四郎
- 奥村茂雄（現：OKUMURA）
- 佐々木貴